# Гарпе, Маргарета
Ева Маргарета Гарпе урождённая Нильсон (швед. Margareta Garpe ; 28 февраля 1944, Стокгольм) — шведский драматург, журналист, телевизионный и театральный режиссёр
. Феминистка.

## Биография
В 1969 году окончила факультет журналистики Стокгольмского университета, затем несколько лет работала в журнале «Aftonbladet», но из-за болезни в 1972 году была вынуждена уволиться с работы. Активно участвует в феминистской национальной группе 8.
Вместе с Сюзанной Остен в 1971 году написала пьесу Tjejsnack и несколько других известных публицистически-феминистских и психологических пьес, в том числе: об отношениях матерей и дочерей (в том числе «За Юлю» и «Все дни, все ночи»). На протяжении многих лет была связана со стокгольмским театром «Унга Клара». 
В 1970-е годы читала лекции в Драматическом институте Стокгольма. 

## Избранные пьесы
- 1973 – Kärleksföreställningen (в соавт.)
- 1974 – Jösses flickor (в соавт.)
- 1974 – Margaretas döttrar
- 1977 – Häxorna, bränn dem!
- 1979 – Barnet
- 1981 – Kameliadamens kärlek och död
- 1987 – Till Julia
- 1992 – Alla dagar
- 1997 – Hannas midsommar
- 2003 – Limbo
- 2006 – Älskar dej också
- 2013 – Hjärtats dubbla slag

## Режиссёрские работы
- 1981 – Sally och friheten
- 1985 – Prövningen (ТВ-фильм)
- 1988 – Jorden vi ärvde (документальный фильм)
- 1989 – Gengångare (ТВ-фильм)
- 1991 – Till Julia (ТВ-фильм)
- 1993 – Hedda Gabler (ТВ-фильм)
- 1996 – Avsnitt (сериал)
- 2001 – Lillemor (документальный фильм)

## Награды
- 1997 – литературная премия  De Nios Vinterpris
- 2007 — медаль Litteris et Artibus.
- 2007 – Премия Moa-priset